# Victoria Vásquez Garcia
Victoria Elisa Vásquez García (Maipú) es una ingeniera comercial chilena, que se ha desempeñado como miembro del directorio de diversos gremios y empresas privadas. Además, fue directora nacional de la Dirección del Trabajo durante la dictadura militar del general Augusto Pinochet entre 1985 y 1990.

## Familia y estudios
Nacida en Maipú, cursó sus estudios superiores al ingresar en 1970 a la carrera de ingeniería comercial de la Pontificia Universidad Católica (PUC). En dicho establecimiento fue miembro del conservador Movimiento Gremial, asumiendo como consejera en 1971.
Casada, es madre de cuatro hijos, todos de profesión ingeniero comercial.

## Carrera profesional
Tras egresar de la universidad en 1974, comenzó a ejercer su profesión, incorporándose al Ministerio de Educación Pública, como asesora del ingeniero Jorge Claro. Al año siguiente, se desempeñó como asesora económica del Ministerio de Economía, Fomento y Reconstrucción, ejerciendo esa labor hasta 1980.
Entre 1981 y 1983, fue gerenta general de la Caja de Empleados Particulares (EMPART). Simultáneamente, ocupó el mismo puesto en la firmas Consorcio de Seguros Impart. En 1984, se integró en calidad de subdirectora, a la Dirección del Trabajo (DT) del Ministerio del Trabajo y Previsión Social. En 13 de febrero de 1985, fue nombrada como directora nacional del organismo, tras la renuncia de Enrique Uribe a la titularidad del mismo.
Mantuvo ese cargo hasta el final del régimen en marzo de 1990, sumándose al directorio de la aerolínea Ladeco S.A. En dicha instancia, fungió como gerenta general de Recursos Humanos y vicepresidente ejecutiva de la empresa, hasta 1993. De la misma manera, entre 1992 y 1998, se desempeñó como vicepresidenta de Planificación y Desarrollo Estratégico; vicepresidenta de Marketing y Relaciones Corporativas, y vicepresidenta de Administración Corporativa y Relaciones Institucionales, de la Compañía de Teléfonos de Chile (CTC).
Desde 2000 hasta 2004, fue gerente asesor de Recursos Humanos y Relaciones Institucionales de Terminales Internacionales de SAAM, empresa de transportes portuaria. A partir de ese último, fue gerenta corporativa de Control y Gestión de la compañía, estando en el cargo hasta 2015. En 2004, también, asumió como directora del Instituto de Salud del Trabajo (IST).
A continuación, entre 2016 y 2019, sirvió en el puesto de directora asociada de filial chilena de la consultora española Unilco. Paralelamente, en 2017 se incorporó a la Sociedad de Fomento Fabril (Sofofa), ocupando el cargo de consejera. En ese mismo período empleó función de directora suplente de la Comisión Clasificadora de Riesgo (2017), directora suplente de ENGIE Chile (2018), vicepresidenta ejecutiva de la Empresa Portuaria San Antonio (entre junio de 2018 y abril de 2019) y miembro del consejo directivo de Inacap (entre julio de 2018 y mayo de 2022).
Desde abril de 2019, es directora de la Compañía Minera del Pacífico S.A. y Puerto Ventanas, y desde agosto de ese año, de la casa comercial Cencosud Shopping. Asimismo, desde noviembre de 2020, es directora de la Fundación Chile Dual.
En enero de 2020, recibió el «Premio Ingeniero Comercial UC Distinguido 2020».
En mayo de 2021 pasó a desempeñar la segunda vicepresidencia de la Sofofa, y en junio de 2022, asumió como directora de la Compañía de Seguros Generales Suramericana y de la Compañía de Seguros de Vida Suramericana, filial de la anterior.